# Farahadawa
Farahadawa – gaun wikas samiti w środkowej części Nepalu  w strefie Dźanakpur w dystrykcie Sarlahi. Według nepalskiego spisu powszechnego z 2001 roku liczył on 773 gospodarstw domowych i 4929 mieszkańców (2492 kobiet i 2437 mężczyzn).